# Tartarughe Ninja - Caos mutante
Tartarughe Ninja - Caos mutante (Teenage Mutant Ninja Turtles: Mutant Mayhem) è un film d'animazione del 2023 co-scritto e diretto da Jeff Rowe.
Realizzato da Nickelodeon Films e Paramount Pictures, è basato sull'omonima serie a fumetti ideata nel 1984 da Kevin Eastman e Peter Laird.

## Trama
Cynthia Utrom, dirigente della TCRI (Techno Cosmic Research Institute), invia uno squadrone militare per dare la caccia allo scienziato Baxter Stockman, che in un laboratorio nascosto ha creato un composto mutageno per formare la sua personale famiglia di animali mutanti, l'uomo infatti si trova più a suo agio con loro che con le persone. Scoperto il luogo i militari vengono sconfitti facilmente da una mosca mutante, che Stockman tratta come un figlio, ma per via di un'esplosione lo scienziato muore. La mosca scappa con le provette contenenti vari animali mutanti e i militari, sotto ordine di Utrom, prendono tutto quello che trovano del lavoro dello scienziato. Con il progetto di ricreare il mutageno per creare un esercito di superuomini. Nel mentre però l'ultimo contenitore pieno di mutageno cade nelle fogne, quattro piccole tartarughe finite nelle fogne e un topo avvicinatosi per aiutarle entrano in contatto con il fluido.
Quindici anni dopo, i fratelli tartarughe Michelangelo, Leonardo, Raffaello e Donatello sono stati allevati dal loro padre adottivo ratto, Splinter. Per via del suo passato da ratto, ma specialmente dopo un episodio di aggressione da parte degli umani dopo aver visto lui e i suoi figli, Splinter non si fida a lasciar andare in giro i figli nel mondo umano. Per questo li ha addestrati (guardando diversi film e video) nell'arte del ninjutsu, nell'uso delle armi, a nascondersi nell'ombra e a uscire solo per far provviste. Ma ora che sono adolescenti le tartarughe desiderano vivere come normali liceali, con grande sgomento di Splinter.
Durante un giro di rifornimenti, dove le tartarughe si fermano su un palazzo a giocare nel lanciare Shuriken, i quattro si ritroveranno a sconfiggere una banda di criminali per recuperare un motorino rubato a un'adolescente di nome April O'Neil. Una volta recuperato le tartarughe si fanno vedere dalla ragazza, che per riconoscenza promette di non dire nulla. April, un'aspirante giornalista che fatica a superare un imbarazzante episodio virale di vomito davanti alla telecamera, informa il quartetto che ha deciso di indagare su una serie di furti di materiale tecnologico della TCRI da parte di un criminale noto come "Superfly", che recluta criminali per i suoi furti e li elimina per restare anonimo. Le tartarughe decidono di aiutarla nel fermare il criminale, nella speranza che tale gesto da eroi permette a loro la notorietà e l'accettazione da parte degli umani.
Dopo un lungo scontro con varie bande criminali riescono a trovare il materiale rubato e incontrare Superfly sotto il ponte di Brooklyn, scoprendo che non è solo un mutante lui stesso, ma è anche il leader di una banda di mutanti. Entusiaste di incontrare altri loro simili, le tartarughe vanno al Bowling con Superfly e la sua banda per festeggiare l'incontro. E lì la mosca spiega come sono stati creati da Stockman per poi sfuggire al TCRI e vivere dentro una nave abbandonata a Staten Island. Poi rivela che in seguito a un recente incidente dopo essere apparsi in pubblico e visti con odio e paura dagli umani, che intende utilizzare la tecnologia rubata, con l'ultimo furto completare la sua macchina per mutare ogni animale sulla Terra e creare un mondo in cui i mutanti abbiano il dominio sugli umani. 
Le tartarughe, contrarie al suo piano, cercano di scappare con il furgone contenente il pezzo mancante, ma Superfly riesce a rubarlo. Le tartarughe vengono catturate dalla TCRI (la Utrom ha fatto piazzare un localizzatore sotto ogni mezzo per poter trovare i mutanti, capendo che i furti erano opera loro) e vengono incatenate ad una macchina che estrae il mutageno nel loro sangue, dato che in tutti quegli anni ogni esperimento di ricrearlo è fallito. 
Volendo salvare i suoi nuovi amici ma capendo che non può farlo da sola, April informa Splinter e partono subito al salvataggio. Dopo essere stati liberati si dirigono al nascondiglio della banda di Superfly. Qui Splinter e le tartarughe cercano di convincere gli altri mutanti, esclusa la mosca, che il loro piano per sterminare gli umani, li renderà solo più peggiori di loro. Le Tartarughe avendo conosciuto April, hanno capito che la natura umana è piena di sfaccettature. Ci possono essere umani buoni così come quelli malvagi. Gli altri mutanti capiscono, infine che può esserci una strada migliore da fare e insieme si rivoltano contro Superfly, distruggendo la sua macchina. Tuttavia, la melma cade nell'acqua, combinando la fauna marina con Superfly, che si trasforma in un gigantesco kaiju simile a una balena. Poi arrivato sulla terra ferma si schianta contro uno zoo assorbendo gli altri animali. Subito attacca la città e le tartarughe, con l'aiuto degli altri mutanti, tentano di fermarlo. Ma i cittadini di New York, ascoltando le notizie del TG presumono che tutti loro siano dei mostri venuti a distruggere la città.
Ma April, volendo far capire alla gente la verità, supera la sua ansia dalle telecamere e requisisce un telegiornale per spiegare le buone intenzioni dei mutanti e i cittadini di New York vengono subito in loro aiuto. Leonardo trova il coraggio che gli serve per convincere i suoi fratelli e con l'aiuto di tutti, riescono a far cadere un contenitore di retromutageno (preso dal laboratorio della TCRI durante il salvataggio di Splinter) dentro lo sfiatatoio di Superfly facendolo tornare il mutante al suo stato originale. I mutanti dopo ciò vengono acclamati come eroi dalla città.
I mutanti si trasferiscono nell'abitazione sotto le fogne, Splinter e la scarafaggio mutante Scumbug si innamorano e le Tartarughe riescono a iscriversi al liceo di April, dove vengono accolti e acclamati da tutti.
In una scena a metà dei titoli di coda, si vede che le tartarughe si godono la loro nuova vita del liceo e il ballo di fine anno. Ma intanto sono sorvegliate da Utrom, nella sua nuova base (che tiene prigioniero Superfly ritornato mosca) e progetta di catturare di nuovo le tartarughe e gli altri mutanti. Per farlo, chiamerà un misterioso figuro di nome Shredder.

## Produzione
Il budget del film è stato di 70 milioni di dollari.

## Colonna sonora
La colonna sonora di Tartarughe Ninja - Caos mutante è stata composta da Trent Reznor e Atticus Ross.

## Promozione

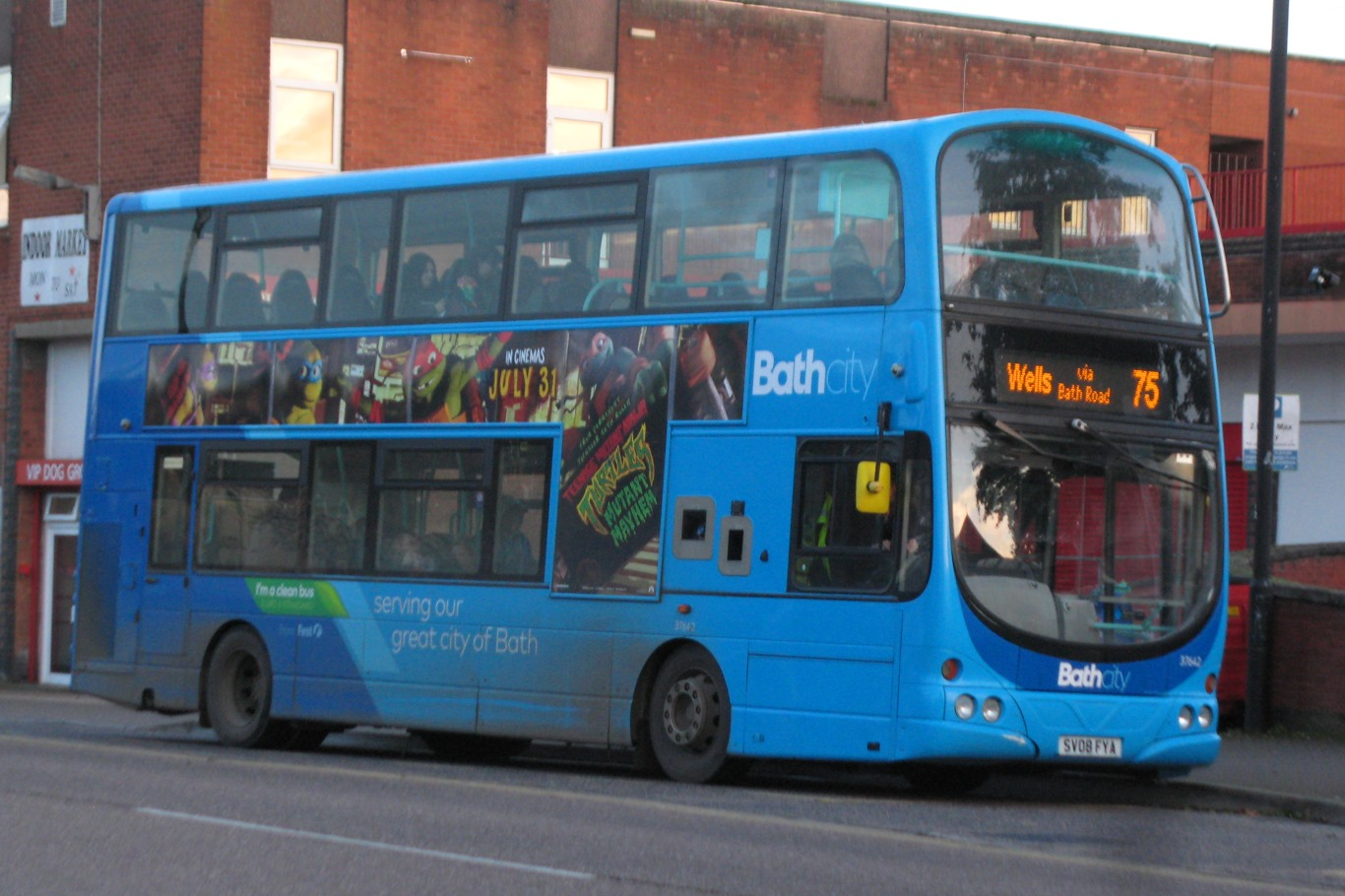
La pubblicità del film su un bus

Il teaser trailer del film è stato diffuso il 6 marzo 2023.
Il trailer del film è stato diffuso il 31 maggio 2023.
Il 12 giugno 2023 il regista Jeff Rowe e la presidente di Nickelodeon Animation Ramsey Ann Naito hanno mostrato una sequenza non ultimata del film al Festival Internazionale del film d'Animazione di Annecy ricevono alla fine della proiezione sei minuti di standing ovation dal pubblico in sala.
In italia per l'uscita su Paramount+, il 2 marzo 2024, l'Inter ha presentato le proprie tre maglie con lo sponsor di Paramount modificato e dedicato alle Tartarughe Ninja. La maglia è stata usata per la prima volta in occasione della partita del 4 Marzo 2024 contro il Genoa. Stessa cosa era successa con il film Transformers - Il risveglio (2023).

## Distribuzione
Il film è stato distribuito negli Stati Uniti il 2 agosto 2023, in Italia il 30 agosto.

## Accoglienza

### Incassi
Il film si rivelò essere una delusione dal punto di vista finanziario, avendo incassato un totale di 180506894 $ (di cui 118 613 586 negli Stati Uniti e Canada e 61 893 308 nel resto del mondo). I ricavi della pellicola furono minori in Asia e in Europa rispetto agli altri continenti.
Secondo le stime il film avrebbe dovuto incassare almeno 200 milioni di dollari solamente per pareggiare le spese di produzione, il costo del marketing e della pubblicità.
Nonostante i risultati precedentemente descritti, nel maggio 2024 il blog Deadline Hollywood ha riportato che il film ha generato un utile di circa 204 milioni di dollari.

### Critica
Il film è stato accolto positivamente dalla critica. Su Rotten Tomatoes il film ha il 95% di recensioni positive su un totale di 251, con un voto medio di 7,6 su 10; il consenso comune della critica afferma: «Con il suo stile visivo unico e una storia che cattura l'essenza del fascino del franchise, Teenage Mutant Ninja Turtles: Mutant Mayhem è una delizia animata per tutta la famiglia». Su Metacritic ha un punteggio di 74 su 100 basato su 47 recensioni.

## Riconoscimenti
- 2024 - Annie Award [15]
  - Candidatura al miglior film d'animazione
  - Candidatura al miglior regia in un film d'animazione a Jeff Rowe
  - Candidatura alla miglior sceneggiatura in un film d'animazione a Seth Rogen, Evan Goldberg, Jeff Rowe, Dan Hernandez, Benji Samit
  - Candidatura alla miglior colonna sonora in un film d'animazione a Trent Reznor e Atticus Ross
  - Candidatura alla miglior scenografia in un film d'animazion a Yashar Kassai
  - Candidatura al miglior montaggio in un film d'animazione a Greg Levitan, Illya Quinteros, David Croomes e Myra Owyang

- 2024 - Critics' Choice Movie Awards[16]
  - Candidatura al miglior film d'animazione a Jeff Rowe

- 2024 – Saturn Award[17]
  - Candidatura al miglior film d'animazione a Jeff Rowe

- 2024 - Satellite Awards[18]
  - Candidatura al miglior film d'animazione a Jeff Rowe

- 2024 - Kids' Choice Award[19]
  - Candidatura al miglior film d'animazione preferito

## Sequel e serie animata
Nel giugno 2022, Robbins ha affermato che c'erano piani per più film animati sulle tartarughe ninja. In un'intervista del luglio 2023, Rowe ha espresso interesse a tornare per un sequel con Shredder. Più tardi quel mese, è stato riferito dello sviluppo di un sequel e di una serie televisiva animata in 2D di due stagioni per Paramount+, del titolo Tales of the Teenage Mutant Ninja Turtles - I racconti delle Tartarughe Ninja. Rowe tornerà a dirigere il sequel e Point Gray produrrà sia il sequel che la serie. La prima stagione della serie è stata pubblicata il 9 agosto 2024 su Paramount+, in Italia sono state distribuite le prime sei puntate l'8 agosto. Mentre è stata confermata l'uscita del sequel cinematografico per il 17 settembre 2027.